# Ra-ngae
Ra-Ngae (em tailandês: ระแงะ) é um distrito da província de Narathiwat, no sul da Tailândia.